# Lisa Camilleri
Lisa Camilleri (* 24. Februar 1983 in Tully) ist eine ehemalige australische Squashspielerin.

## Karriere
Lisa Camilleri spielte ab 2001 auf der PSA World Tour und gewann auf dieser 21 Titel bei insgesamt 39 Finalteilnahmen. Ihre höchste Platzierung in der Weltrangliste erreichte sie mit Rang 28 im Mai 2011. Mit der australischen Nationalmannschaft nahm sie 2008 und 2014 an der Weltmeisterschaft teil. Sie vertrat Australien 2009 bei den World Games sowie bei den Commonwealth Games 2010 und 2014. Bei den World Games schied sie in der ersten Runde gegen Rebecca Chiu aus. 2010 erreichte sie bei den Commonwealth Games im Einzel das Achtelfinale und belegte im Doppel mit Amelia Pittock den vierten Platz. 2014 startete sie lediglich im Doppel, wo sie im Viertelfinale an der Seite von Donna Urquhart ausschied. Im Jahr 2009 wurde sie australische Vizemeisterin.

## Erfolge
- Gewonnene PSA-Titel: 21
- Australischer Vizemeister: 2009